# Carola Groppe
Carola Groppe (* 1964 in Essen) ist eine deutsche Historikerin und Erziehungswissenschaftlerin.

## Leben
Groppe studierte von 1983 bis 1991 Geschichte, Germanistik und Erziehungswissenschaft an der Ruhr-Universität Bochum, ein Studium, das sie mit dem 1. Staatsexamen abschloss. Von 1991 bis 1995 war sie als wissenschaftliche Mitarbeiterin am Lehrstuhl des Bildungshistorikers Detlef K. Müller im Forschungsprojekt „Antike in der Moderne: Der Diskurs über die Bedeutung der Antike in den höheren und mittleren Knaben- und Mädchenschulen im 19. Jahrhundert“ in Bochum beschäftigt. Von 1994 bis 1997 arbeitete sie dort zudem im Projekt zur Erarbeitung eines „Reformmodells zur Neustrukturierung des Magisterstudiums“. 1996 wurde sie an der Ruhr-Universität Bochum bei Detlef K. Müller promoviert, 2002 folgte die Habilitation. Im Sommersemester 2003 nahm sie die Vertretung der Professur für Historische Sozialisations- und Bildungsforschung an der Ruhr-Universität Bochum wahr. 2005/2006 war sie Professorin für Allgemeine Erziehungswissenschaft mit dem Schwerpunkt Historische Bildungsforschung an der Universität Dortmund. Seit dem Wintersemester 2006/2007 ist sie Professorin für Erziehungswissenschaft, insbesondere Historische Bildungsforschung an der Helmut-Schmidt-Universität in Hamburg.
Groppes Fachgebiet ist die historische Bildungsforschung. In ihrer 1997 erschienenen Dissertation Die Macht der Bildung beschäftigte sie sich, gestützt auf eine umfassende Auswertung der Quellen, ausführlich mit dem George-Kreis, den sie vor allem auf seine pädagogischen und bildungspolitischen Konzepte hin untersuchte. Die über 700 Seiten umfassende Arbeit gehört zu den umfassendsten Publikationen über den Kreis und wurde vor allem in der George-Forschung überaus positiv aufgenommen. In ihrer Habilitationsschrift befasste sich Groppe dann mit der Seidenfabrikantenfamilie Colsman aus dem Bergischen Land, der sie ebenfalls eine auf zwei Bände angelegte ausführliche Studie mit Blick auf die Bildungs- und Sozialgeschichte des untersuchten Zeitraums (Band 1: 1649–1840; Band 2: 1840–1920) widmete. Außerdem beschäftigt sie sich mit dem Problem der Sozialisation sowie den Komplexen Familie, Kindheit und Jugend in historischer Perspektive. Aus ihrer (bildungs-)historischen Sicht hat sie auch Schlaglichter auf Schriftsteller wie Friedrich Hölderlin, Paul Ernst, Rudolf Borchardt oder die Studentenbewegung der 1960er Jahre geworfen.
Carola Groppe ist Mitherausgeberin des Jahrbuchs für Historische Bildungsforschung und Mitglied der Deutschen Gesellschaft für Erziehungswissenschaft, der Stefan-George-Gesellschaft und dem Vorstand der Stefan George Stiftung.
Sie gehörte zu den Gründern und Hauptzeichnern der Wahlalternative 2013, aus der die Partei Alternative für Deutschland entstand. Im Juni 2015 trat sie aus Protest gegen die politischen Positionen der Alternative für Deutschland zu den Themen Familie, Gender, Zuwanderung und Islam aus der Partei aus.

## Schriften
- Die Macht der Bildung. Das deutsche Bürgertum und der George-Kreis 1890–1933 (= Bochumer Schriften zur Bildungsforschung, Band 3). Dissertation, Böhlau-Verlag, Köln/Weimar/Wien 1997, ISBN 3-412-03397-9 (2. Auflage 2001).
- Der Geist des Unternehmertums – Eine Bildungs- und Sozialgeschichte. Die Seidenfabrikantenfamilie Colsman (1649–1840). Böhlau-Verlag, Köln/Weimar/Wien (Habilitationsschrift)
  - Bd. 1 (1649–1840), 2004, ISBN 3-412-11004-3.
  - Bd. 2 (1841–1922), 2010, ISBN 3-412-11904-0.
- Im deutschen Kaiserreich. Eine Bildungsgeschichte des Bürgertums 1871–1918. Böhlau-Verlag, Wien/Köln/Weimar 2018, ISBN 978-3-412-50058-0.

## Weblink
- Carola Groppe auf der Seite der Helmut-Schmidt-Universität Hamburg